# Chinamiris zygotus
Chinamiris zygotus är en insektsart som beskrevs av Alan C. Eyles och Carvalho 1991. Chinamiris zygotus ingår i släktet Chinamiris och familjen ängsskinnbaggar. Inga underarter finns listade i Catalogue of Life.